# Centaurea poeltiana
Centaurea poeltiana — вид квіткових рослин родини айстрових (Asteraceae). Ендемік Італії (Калабрія). 2n = 18.